# Katja Schülke
Katja Schülke (ur. 18 marca 1984 we Frankfurcie nad Odrą) – niemiecka piłkarka ręczna, reprezentantka kraju. Gra na pozycji bramkarki. Obecnie występuje w Bundeslidze, w drużynie Handball-Club Leipzig.

## Sukcesy
- Mistrzostwo Niemiec: 2004, 2009, 2010
- Brązowy medal Mistrzostw Niemiec: 2011
- Superpuchar Niemiec: 2008